# Cruz Quebrada
Cruz Quebrada é um pequeno lugar da freguesia de Algés, Linda-a-Velha e Cruz Quebrada/Dafundo, em Oeiras, Grande Lisboa. Conhecida pelo seu grande parque no vale do Rio Jamor junto à sua foz, que acolhe a Faculdade de Motricidade Humana, o Estádio de Honra e o Centro Desportivo Nacional do Jamor. Junto ao Estuário do Tejo situa-se a Estação da Cruz Quebrada e o Passeio Marítimo. Aqui começa o Eixo Verde e Azul, o passeio ao longo do Rio Jamor também com ciclovia.
Esta localidade situa-se junto ao vale do Rio Jamor e próximo de uma ponte de pedra onde existiam duas cruzes, uma das quais partida, daí a origem deste topónimo que, segundo alguns autores, é referenciado pela primeira vez em 1760.

## Património
- Estação Ferroviária da Cruz Quebrada
- Estádio de Honra
- Centro Desportivo Nacional do Jamor